# プロディッジー
『プロディッジー』（原題:The Prodigy）は2019年に公開されたアメリカ合衆国のホラー映画である。監督はニコラス・マッカーシー、主演はテイラー・シリングが務めた。本作は日本国内で劇場公開されなかったが、Amazonビデオ・ビデオマーケット・DMM動画・GYAO!ストア・TSUTAYA TV・iTunesでの配信が行われている。

## 概略
マイルズは天才とも言うべき知能を有していたが、その振る舞いは滅茶苦茶なものであり、時には邪悪さすら感じさせることもあった。母親のサラはマイルズが悪霊にとりつかれていると疑うようになり、彼を専門家の下へと連れていくが、事態は悪化の一途をたどるのだった。

## キャスト
- テイラー・シリング - サラ・ブルーム
- ジャクソン・ロバート・スコット - マイルズ・ブルーム
- ポール・フォートー - エドワード
- コルム・フィオール - アーサー・ヤコブソン
- ブリタニー・アレン - マーガレット・ジェームズ
- ピーター・ムーニー - ジョン・ブルーム
- オルニケ・アデリィ - レベッカ

## 製作
2018年2月8日、テイラー・シリングが新作ホラー映画『The Descendants』で主演を務めることになったと報じられた。6月28日、本作の全米公開日が発表されると共に、タイトルが『The Descendants』から『The Prodigy』に変更された。テストスクリーニングの際、観客が悲鳴を上げすぎたばかりに、劇中のやり取りがほとんど聞こえなくなるという事態が発生した。そのため、本作は再編集を余儀なくされた。

## マーケティング・興行収入
2018年10月22日、本作のティーザー・トレイラーとポスター第1弾が公開された。2019年1月3日、本作のオフィシャル・トレイラーが公開された。
本作は『スノー・ロワイヤル』、『レゴ ムービー2』、『ハート・オブ・マン』と同じ週に封切られ、公開初週末に700万ドル前後を稼ぎ出すと予想されていたが、実際の数字はそれを下回るものとなった。2019年2月8日、本作は全米2530館で限定公開され、公開初週末に585万ドルを稼ぎ出し、週末興行収入ランキング初登場6位となった。

## 評価
本作に対する批評家の評価は伸び悩んでいる。映画批評集積サイトのRotten Tomatoesには42件のレビューがあり、批評家支持率は45%、平均点は10点満点で5点となっている。サイト側による批評家の見解の要約は「『プロディッジー』は悪霊に憑依された子供という題材に何か新しいものを付け加えた作品ではない。しかし、恐ろしい邪悪な子供を求めるホラー映画ファンにとって、同作はそれでも見る価値がある。」となっている。また、Metacriticには18件のレビューがあり、加重平均値は45/100となっている。なお、本作のCinemaScoreはC+となっている。